# チャールズ・ゴーリング
チャールズ・バックマン・ゴーリング（Charles Buckman Goring、1870年 – 1919年5月5日）は、イギリスの監獄医。

## 人物
チェーザレ・ロンブローゾの生来性犯罪人説を根本から揺さぶった人物。『イギリスの犯罪者―統計的研究』において、近代的な数理統計学の方法で、ロンブローゾの「犯罪者は一般人と異なる形態学的特徴を有し、外形で識別できる」という考え方を論駁すべく、イギリスの約3000人の男性累犯受刑者と、非犯罪者を96項目にわたって比較対照し、両グループに有意義な身体的特徴の差は認められず、ロンブローゾの説は否定されるべきものである、と主張した。1914年にはオックスフォード大学からウェルドン記念賞を受賞した。
1919年5月5日にマンチェスターで死去。49歳没。

## 評価
生来性犯罪人説が科学的検証に耐え得ないことを統計学的に証明した点は高く評価すべきである一方、ゴーリング自身が調査結果の例外を認め、受刑者グループにつき体格が劣っている点、知能的欠陥がある点、道徳的欠陥がある点を、遺伝によるものとして指摘していた点で、なお優生学的発想から逃れられていない点に注意すべきである。ゴーリングは社会進化論の影響で、悪しき者の排除によって国民の質を高めることを目指したとされ、その点で犯罪人類学の枠を出るものではない。

## 主な著書
- 『イギリスの犯罪者-統計的研究』1913年